# 地球緑化クラブ
一般社団法人地球緑化クラブ（ちきゅうりょくかクラブ）は、原鋭次郎（はらえいじろう）により、2009年に設立された一般社団法人。

## 概要
植林、砂漠緑化、地球温暖化対策や野生動物の保護、日本国内の復興支援活動を行っており、特に砂漠緑化については、独自に砂防・植栽技術、水管理技術、土壌管理技術、育種技術について実践的研究を実施。独立行政法人国立環境研究所の運営するＷＥＢの「環境技術解説(自然環境、砂漠緑化)」の環境技術開発ページにおいて有効技術として紹介されている。また、鳥取大学乾燥地研究センター緑化学研究室と協力し、黄砂の発生源対策に関する研究を行っている。
また、砂漠や緑化を研究している大学教授や学生の受け入れやアテンドを実施している。企業との連携についても東レのポリ乳酸の砂漠緑化資材応用などの事例がある。
俳優の髙嶋政宏が中国・内蒙古自治区(ダラトキ)においてりんごの畑づくりを行った際に全面協力を行っている。テレビ東京「日曜ビッグバラエティ」において、2003年12月07日に放送された。また、普及啓発を目的とした海外の砂漠緑化ツアー、国内の緑化ツアーを実施している。

## 沿革
- 2000年 - 砂漠緑化団体地球緑化クラブ設立
- 2001年 - 中国内モンゴル自治区クブチ砂漠にて砂漠緑化活動開始
- 2008年 - 中国内モンゴル自治区旗下営にて地球温暖化防止植林開始
- 2009年 - 一般社団法人地球緑化クラブへと組織変更
- 2009年 - 三宅島復興支援植林活動開始
- 2009年 - 東レ株式会社と砂漠緑化資材開発開始
- 2009年 - 鳥取大学と黄砂対策プロジェクト開始
- 2010年 - 中国内モンゴル自治区ホンシャンダーク沙地にて植林活動開始
- 2012年 - 中国内モンゴル自治区武川県にて地球温暖化防止植林開始
- 2013年 - タイ国ケーンクラチャン国立公園にてゾウの森再生プロジェクト開始

## 寄稿
- 原鋭次郎（編者：吉川賢、山中典和、吉崎真司、三木直）『風に追われ水が蝕む中国の大地　緑の再生に向けた取り組み（風とたたかう 流砂の原因と植林技術）』学報社、2011年。ISBN 4904079108。

- 原鋭次郎『持続・拡大が可能な緑化活動を日指して(<特集>中国乾燥地における緑化技術とその将来 IV)）』日本緑化工学会、2008年。

- 原鋭次郎『特集　中国の真実』株式会社日経ナショナルジオグラフィック、2008年。